# Rannametsa
Rannametsa är en by (estniska: küla) i Häädemeeste kommun i landskapet Pärnumaa i sydvästra Estland. Byn ligger vid Riksväg 4 (Europaväg 67), där ån Rannametsa jõgi mynnar ut i Rigabukten, norr om småköpingen Häädemeeste.
I kyrkligt hänseende hör byn till Häädemeeste församling inom den Estniska evangelisk-lutherska kyrkan.